# Smodicum cucujiforme
Smodicum cucujiforme is een keversoort uit de familie boktorren (Cerambycidae). De wetenschappelijke naam van de soort is voor het eerst geldig gepubliceerd in 1826 door Say.